# Port lotniczy Hienghene
Port lotniczy Hienghene – port lotniczy zlokalizowany w miejscowości Hienghene (Nowa Kaledonia).